# Наталка Белоцерковец
Наталка Белоцерковец (укр. Ната́лка Генна́діївна Білоцеркі́вець; рођена 8. новембра 1954) је украјинска песникиња и преводилац.

## Биографија
Рођена је у селу код Сумија и школовала се на Националном универзитету Кијева Тарас Шевченко. Удата је за критичара Миколу Рјабчука са којим живи у Кијеву. Уредница је часописа Ukrainian Culture.
Њена прва збирка песама Ballad about the Invincibles је објављена 1976. године, док је студирала. Ауторка је збирки The Underground Fire 1984. и November 1989. Њене збирке Allergy и Central Hotel су проглашене за књигу месеца 2000. и 2004. године.
Вирлана Ткач и Ванда Фипс су почеле да преводе дело Наталке Белоцерковец 1991. године када је Yara Arts Group издала двојезичну верзију њене песме May за догађај „Пет година после”, комеморацију нуклеарног удеса у Чернобиљу, представљена на Украјинском институту Америке у Њујорку. Следеће зиме Ткач је користила Белоцерковец May као основни текст у позоришном комаду Explosions представљеном у Њујорку. Ткач и Фипс су награђене за превођење поезије. Часопис Agni је такође објавио песму 1991.